# Kîrîkivka
Kîrîkivka (în ucraineană Кириківка) este o așezare de tip urban din raionul Velîka Pîsarivka, regiunea Sumî, Ucraina. În afara localității principale, mai cuprinde și satele Petrivske și Zavodske.

## Demografie
Componența lingvistică a așezării de tip urban Kîrîkivka
     Ucraineană (93,09%)
     Rusă (6,5%)
     Alte limbi (0,33%)
Conform recensământului din 2001, majoritatea populației așezării de tip urban Kîrîkivka era vorbitoare de ucraineană (93,09%), existând în minoritate și vorbitori de rusă (6,5%).